# Sint Johannes de Deoziekenhuis

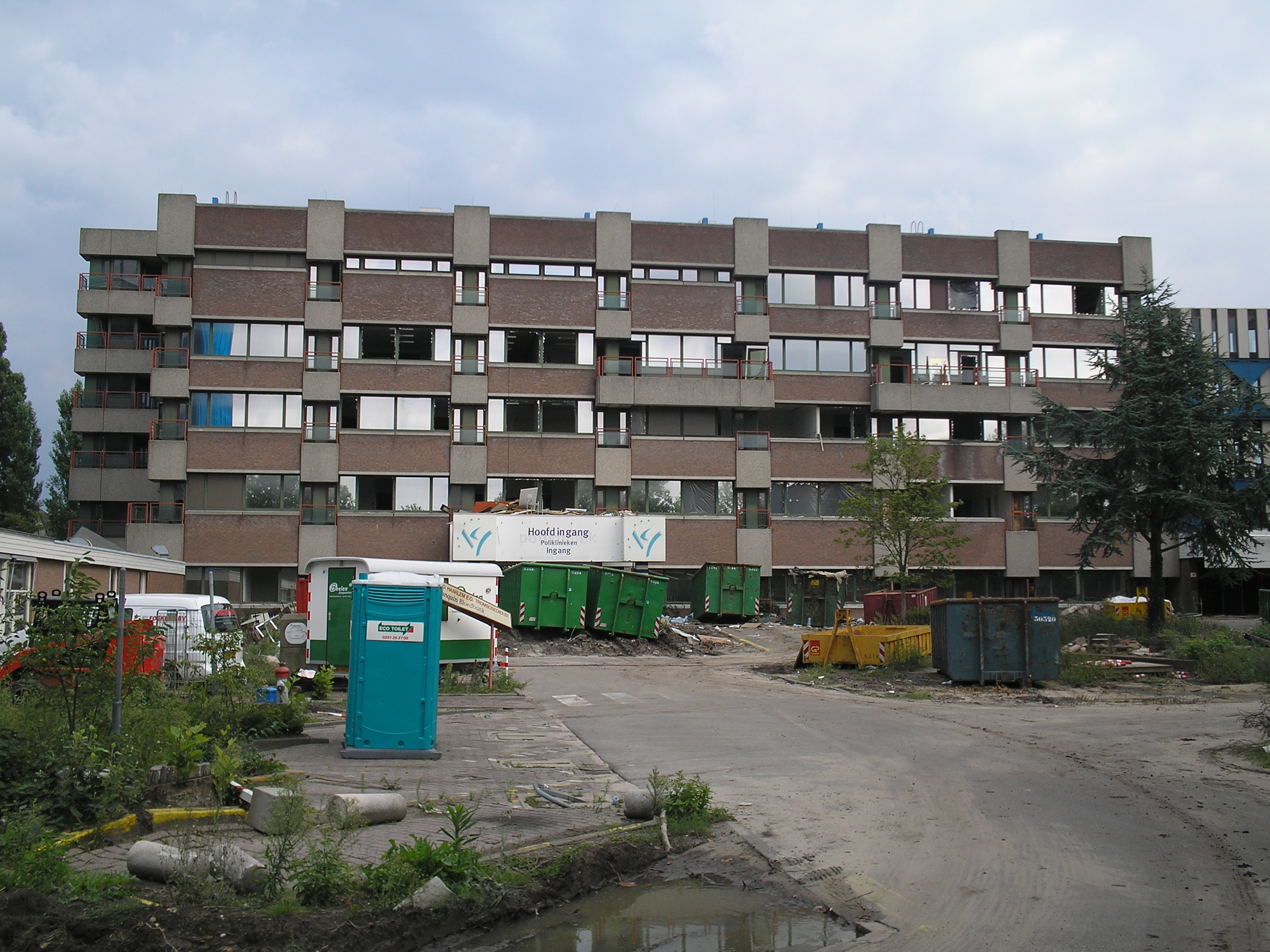
Nieuwbouw met hoofdingang kort voor de sloop

Het Sint Johannes de Deoziekenhuis (of Joannes, later gefuseerd tot het Kennemer Gasthuis) is een voormalig ziekenhuis in Haarlem. Het is in april 2006 gesloten, toen het nieuwe Kennemer Gasthuis locatie noord in gebruik genomen werd. Het voormalige ziekenhuis lag onmiddellijk ten noorden van het stadscentrum.
Het ziekenhuis is in 1889 gebouwd door architect Blanke in neogotische stijl. Het is in de loop der jaren flink uitgebreid. In 1991 fuseerde het met Elisabeth Gasthuis of Groote Gasthuis en het Zeeweg Ziekenhuis in IJmuiden, waardoor het Kennemer Gasthuis ontstond. Zowel het Zeeweg Ziekenhuis als De Deo waren afgeschreven. Na veel politiek getouwtrek werd besloten om een nieuw ziekenhuis te bouwen en de locatie Elisabeth Gasthuis uit te breiden en te renoveren.
De gebouwen zijn gesloopt, op het monumentale hoofdgebouw na. Op het terrein is een nieuwe woonwijk aangelegd waar het Joannes de Deoplein vernoemd is naar het voormalige ziekenhuis. Het oorspronkelijke negentiende-eeuwse pand is in 2014 verbouwd tot luxueus senioren appartementencomplex met in de voormalige kapel een restaurant voor de bewoners.

## Trivia
Het gebouw is gebruikt voor de soapserie Goede tijden, slechte tijden. Het daarin van buitenaf getoonde ziekenhuis is het Sint Johannes de Deoziekenhuis.